# Liza Jane
Liza Jane è un brano musicale pubblicato come 45 giri il 5 giugno 1964 dal gruppo Davie Jones with The King Bees, una delle prime formazioni in cui ha militato l'artista inglese David Bowie.
Si tratta della prima incisione ufficiale del cantante, che in quel periodo usava ancora il suo vero nome.

## Tracce
1. Liza Jane (Conn) - 2:18
2. Louie, Louie Go Home (Revere) - 2:12

## Formazione
- Davie Jones - voce, sassofono
- George Underwood - chitarra ritmica, armonica a bocca, voce
- Roger Bluck - chitarra solista
- Dave "Frank" Howard - basso
- Bob Allen - batteria

## Il brano
Nel 1964, David e i King Bees erano alla ricerca di un manager e tentarono di coinvolgere l'industriale John Bloom, al quale il cantante disse che stava accompagnando uno dei più talentuosi e promettenti gruppi sulla scena pop. Furono messi in contatto con il talent scout Leslie Conn, manager della casa editrice londinese Melcher Music, e ingaggiati per animare l'anniversario di matrimonio di Bloom a Soho. La performance non fu memorabile («Siamo stati un triste fallimento», ha ammesso Bowie anni dopo) ma piacque comunque al nuovo manager che organizzò un provino con la Decca Records e il risultato fu un contratto per la pubblicazione di un 45 giri.
Il brano scelto, intitolato Liza Jane, era uno scatenato R&B che aveva molto in comune con Little Liza Jane, scritta nel 1956 da Huey "Piano" Smith e a sua volta ispirata allo standard americano Li'l Liza Jane del 1910, e rivelava l'influenza esercitata su David dai Rolling Stones che in quel periodo si rifacevano molto al blues elettrico americano.

### Il lato B
Pensata in un primo tempo come possibile lato A, Louie, Louie Go Home è la cover di un brano di Paul Revere & the Raiders che l'anno prima avevano pubblicato a loro volta una versione della più nota Louie Louie di Richard Berry. L'idea di registrare una cover di un gruppo abbastanza sconosciuto nel Regno Unito venne probabilmente a Leslie Conn su suggerimento dell'editore e produttore Dick James. Il brano, che fu aggiunto al repertorio dal vivo dei King Bees, denota l'influenza musicale dei Beatles, con le armonie vocali nel bridge che richiamano quelle di Money (That's What I Want) e uno stile che ricorda quello di John Lennon in Twist and Shout.

## Registrazione
Il 45 giri venne registrato negli studi della Decca Records di West Hampstead e Conn fu indicato, non senza controversie, come autore di Liza Jane. «Era un vecchio spiritual che suonavamo in giro», ha dichiarato il chitarrista George Underwood, «non so come sia riuscito a metterci il suo nome». In seguito il manager ha affermato: «Avevo l'abitudine di scrivere canzoni ma resta il fatto che non so scrivere la musica e non suono il pianoforte. I ragazzi stavano elaborando alcune idee per una canzone e se ne vennero fuori con un blues al quale ho aggiunto la mia idea. Abbiamo unito le due cose ed è venuta fuori la canzone».
Accanto al nome di Conn, sul 45 giri è scritto "Musical Direction and Production", nonostante in sala fosse presente il produttore Glyn Jones.

## Uscita e accoglienza
Il singolo fu pubblicato il 5 giugno dalla Vocalion Pop, sussidiaria della Decca specializzata in jazz e R&B, e il giorno dopo Liza Jane fu eseguita nel programma della BBC Juke Boxe Jury, prima apparizione televisiva di Bowie in cui ottenne buone critiche dal cantante e attore inglese Charlie Drake.
Nonostante altri due passaggi televisivi a The Beat Room e Ready Steady Go!, il 45 giri vendette pochissime delle 3500 copie stampate. Conn se ne andò, il sodalizio di David con i King Bees cominciò a scricchiolare e ad agosto il cantante era già a capo del suo nuovo gruppo, The Manish Boys.

## Liza Janedal vivo
Il 6 giugno 2004, a quarant'anni dalla sua pubblicazione, Bowie ha cantato la prima strofa e il ritornello di Liza Jane in stile Delta blues al PNC Bank Arts Center di Holmdel nel New Jersey, definendola "assolutamente terribile" e "straziante" ed esclamando alla fine «Grazie a Dio non dovrò rifarla per altri 40 anni...»

## Pubblicazioni successive
Il 45 giri è stato ripubblicato dalla Decca nel settembre del 1978.
Oltre che nelle compilation di artisti vari Broken Dreams 2 (1983), Decca Originals: The R&B Scene (1998) e The Mod Scene Volume 2 (1999), Liza Jane si trova in quattro raccolte di David Bowie:
- Another Face (1981, anche Louie, Louie Go Home)
- Love You Till Tuesday (1984)
- Early On (1964-1966) (1991, anche Louie, Louie Go Home)
- Nothing Has Changed (2014)

Una nuova versione più lunga (4'47″) rispetto all'originale è stata registrata nel 2000 in previsione del suo inserimento nell'album Toy, ad oggi mai pubblicato.